# Divination dans la Grèce antique
Pour les articles homonymes, voir Oracle.
 (juin 2020).
Si vous disposez d'ouvrages ou d'articles de référence ou si vous connaissez des sites web de qualité traitant du thème abordé ici, merci de compléter l'article en donnant les références utiles à sa vérifiabilité et en les liant à la section « Notes et références ».
La divination constitue un aspect fondamental de la religion et de la culture de la Grèce antique. L’oracle est la réponse donnée par un dieu à une question personnelle, concernant généralement l'avenir. De tels oracles ne peuvent être rendus que par certains dieux, dans des lieux précis, sur des sujets déterminés et dans le respect de rites rigoureusement respectés : la prise d'oracle s'apparente à un culte. L'interprétation des réponses du dieu, qui s'exprime de diverses manières, demande parfois un apprentissage et l'oracle nécessite, en général, une interprétation heuristique, il s'agit souvent d'une parole énigmatique, sibylline (la sibylle était une prêtresse d'Apollon et une prophétesse dans la mythologie grecque).
Par extension et déformation, le terme d'oracle désigne aussi le dieu consulté, l'intermédiaire humain qui transmet la réponse ou encore le lieu sacré où la réponse est donnée. La langue grecque distingue ces différents sens : parmi de nombreux termes, la réponse divine peut être désignée par χρησμός / khrêsmós, proprement « le fait d'informer ». On peut aussi dire φάτις / phátis, « parole, oracle ». L'interprète de la réponse divine est souvent désigné par προφήτης / prophḗtês, "qui parle à la place [du dieu]", σίβυλλα / síbulla, ou encore μάντις / mántis et πρόμαντις / prómantis, « devin ». Enfin, le lieu de l'oracle est le χρηστήριον / khrêstếrion (terme qui désigne aussi l'oracle et la réponse de l'oracle).
La mantique, c'est-à-dire le domaine de la divination, n'est, dans le monde grec antique, constituée que des sciences oraculaires. Les devins comme Tirésias sont considérés comme des personnages mythologiques : la divination, en Grèce, n'est pas l'affaire de mortels inspirés mais de personnes respectant des rites déterminés, bien que la tradition ait pu donner l'apparence d'une telle inspiration, ou, au sens propre, ἐνθουσιασμός / enthousiasmós, « enthousiasme », c'est-à-dire le « fait d'avoir le dieu en soi ».

## Les dieux-devins
La faculté de divination, ou μαντεία / manteía, est une capacité purement divine. Pour comprendre la mantique grecque, il faut savoir que le destin, personnifié par les trois Moires (Μοῖραι / moīrai, proprement « celles qui donnent [le destin] en partage »), est une force indépendante des dieux, qui y sont soumis et ne peuvent le fléchir. Tout au plus peuvent-ils le retarder et, surtout, l'entrapercevoir et en faire part, de manière voilée, aux mortels. Ce pouvoir de divination semble, dans les premiers temps de la mantique, être lié fortement avec la terre et les forces chtoniennes, d'où les oracles rendus par incubation, c'est-à-dire transmis aux mortels par les songes, après une nuit passée contre le sol.

### Zeus
Le premier dieu-devin est Zeus, dont les oracles sont rendus dans de nombreux sanctuaires, le plus ancien étant celui de Dodone, en Épire. Le sanctuaire oraculaire de Dodone, d'ailleurs cité chez Homère, a connu un déclin au IVe siècle av. J.-C. Les oracles de Zeus étaient transmis, entre autres, par incubation aux prêtres Selles qui, pour rester en contact avec le dieu sous un aspect chtonien (ce qui montre son ancienneté), devaient dormir au sol, marcher pieds nus et ne pas se les laver. Plus tard, c'est par le bruit du vent dans les feuilles des chênes de Dodone que le dieu s'exprimait. L'interprétation pouvait aussi être effectuée par deux prêtresses nommées les Colombes (qui pratiquaient peut-être aussi la prise d'auspices, ou interprétation du vol des oiseaux). Certaines des questions posées au dieu ont été retrouvées grâce à des lamelles de bronze sur lesquelles, plus tardivement, on les écrivait.
Zeus-devin était aussi consulté à Olympie, et s'adressait aux prêtres Iamides via les flammes du sacrifice. Ceux-ci se montraient aussi haruspices, en lisant la réponse du dieu dans les entrailles prélevées sur la victime. À l'époque classique, Zeus oraculaire, Zeus Ammon, est surtout présent en Égypte, identifié avec Amon.
Laomédon, roi de Troie, s'adresse à cet oracle pour sauver ses sujets des fléaux envoyés par les dieux Apollon et Poséidon,.

### Autres dieux
La déesse mère phrygienne Cybèle était consultée sur le mont Dindymon, à Pessinonte, où le bétyle (la pierre noire abritant la voix céleste) qui la représentait serait tombé du ciel, jusqu'à ce que le sénat romain la fasse escorter sous la garde considérable de cinq quinquérèmes jusqu'au mont Palatin, où la sibylle de Cumes dispensait ses prédictions.
Aphrodite était consultée à Paphos, ville de l'île de Chypre, et s'exprimait dans les entrailles et le foie des victimes sacrificielles; comme Zeus à Olympie, cette méthode oraculaire s'apparente à l'haruspicie. Athéna, quant à elle, adressait ses réponses à travers un jeu de galets et d'osselets. Asclépios et Amphiaraos, par incubation (voir plus haut), donnaient des conseils thérapeutiques aux consultants, qui devaient passer au moins une nuit dans leur sanctuaire, principalement à Épidaure et Athènes pour Asclépios, à Oropos (au nord d'Athènes) et à Thèbes pour Amphiaraos. La réponse venait sous forme de rêve à interpréter soi-même.
Trophonios possède également un oracle à Lébadée, en Béotie, évoqué dans Les Nuées d'Aristophane, dans l'œuvre de Plutarque (Le Démon de Socrate ou Sur la disparition des oracles) ainsi que dans un épisode de la Vie d'Apollonios de Tyane. Mais c'est surtout par Pausanias que nous connaissons le rite de la descente dans l'antre souterrain de ce héros, architecte mythique, avec son frère, du seuil du temple pythien de Delphes, d'après l’Hymne homérique à Apollon. Toujours d'après le même auteur, en 371 av. J.-C., les Thébains consultent l'oracle de Trophonios avant la bataille de Leuctres.
Brizo était une déesse patronne des marins qui envoyait des rêves prophétiques. Elle était notamment révérée à Délos. On appela longtemps « brizomancie » l'art de prédire l'avenir par les songes, terme aujourd'hui supplanté par celui d'oniromancie.

## Apollon, Apollon pythien
Apollon est devenu l'archétype du dieu-devin, que l'on consultait par oracle surtout à Delphes (mais aussi à Délos, Patara ou encore Claros). Les oracles qu'on y rendait sont encore célèbres et l'importance du sanctuaire oraculaire de Delphes nous a permis d'en suivre l'évolution, ainsi que d'en connaître certains détails importants pour appréhender la mantique grecque.
Le roi de Troie, Laomédon, selon le mythe du sacrifice d'Hésione cherche désespérément conseil auprès de l'oracle d'Apollon, le dieu tutélaire de la région de Troade en Asie mineure.

### Vitalité et déclin de l'oracle de Delphes
L'oracle de Delphes est resté très vivant et consulté jusqu'au IIe siècle av. J.-C. Nous savons, grâce aux fouilles menées à Delphes, que le sanctuaire a été l'un des plus fréquentés et des plus riches. La Grèce se dépeuple et le sanctuaire a de moins en moins de clients, on ne construit plus de nouveaux monuments pendant cette période. Le monde grec s'effondre et Delphes en subit les conséquences. Dans le De divinatione, Cicéron explique ainsi le déclin de l'oracle :

« Mais précisément parce que l'oracle de Delphes est maintenant quelque peu déchu de sa gloire, parce que les réponses de la Pythie ne s'accordent plus aussi bien avec les événements réels, on doit juger qu'il n'aurait pas eu la réputation dont il a joui s'il n'avait été véridique au plus haut point. Il se peut que cette force émanée de la terre qui agitait divinement l'âme de la Pythie se soit épuisée à la longue comme il arrive que les cours d'eau tarissent et disparaissent ou comme nous les voyons abandonner leur lit et suivre un autre cours. »

Les débuts de l'ère chrétienne vont lui porter le coup de grâce. Les chrétiens vont véhiculer une image fausse, celle de la Pythie, femme hystérique et droguée, et en transmettant des textes erronés, ont participé grandement à son abandon. Certains empereurs de Rome se rendront à Delphes non pour demander des oracles, mais pour piller le sanctuaire. Plutarque (v. 46-v. 120 ap. J.-C.), qui a assumé pendant 30 ans la charge de prêtre du temple d'Apollon, pendant les jeux pythiques, c’est-à-dire une fois tous les quatre ans, est désolé de ne voir la Pythie au travail qu'une fois par mois. Plus tard, Pausanias constate la dégradation terrible du sanctuaire d'Athéna Pronoia.

### Organisation religieuse

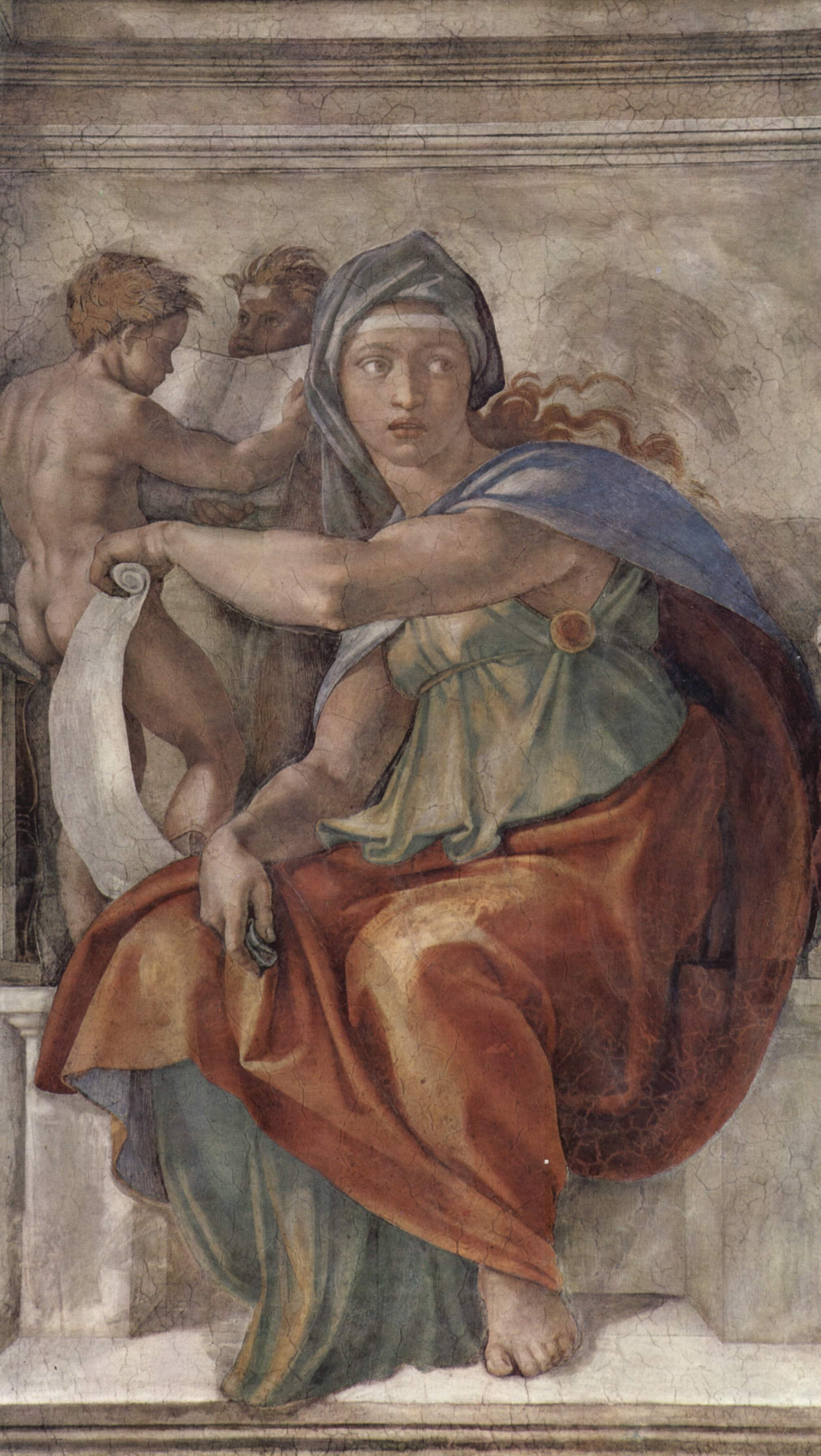
La Sibylle de Delphes, fresque de Michel-Ange (1508–1512).

La prophétesse (προφῆτις / prophễtis, au sens grec : celle qui parle à la place [du dieu], est nommée la Pythie (Πυθία ἱέρεια / puthía hiéreia), « prêtresse pythienne »), choisie parmi les femmes de la région. Son nom (à l'origine un adjectif, mais on utilise souvent Πυθία / puthía seul) vient d'une épiclèse d'Apollon, dit pythien à Delphes, parce qu'il y avait terrassé le serpent Python ; Delphes, d'ailleurs, est souvent nommée Πυθώ / puthố (voir l'article Apollon pour plus de détails). La Pythie était souvent âgée, et Plutarque nous apprend qu'elle pouvait avoir une cinquantaine d'années. Celle-ci s'exprimait en vers (du moins s'est-elle exprimée ainsi pendant longtemps ; Plutarque fait cependant remarquer qu'à son époque elle ne le faisait plus, sans pouvoir expliquer pourquoi), et ses propos confus devaient être interprétés par un collège de deux prêtres, assistés par cinq ministres du culte. Chose exceptionnelle, ces charges étaient attribuées à vie.
La marche à suivre pour consulter le dieu était la suivante :
- le consultant (qui ne pouvait pas être une femme), s'acquittait d'une taxe versée à une confédération de cités ; les consultations pouvaient être demandées individuellement ou collectivement, pour une cité, par exemple. Le paiement d'une surtaxe ou des services rendus à la cité de Delphes permettaient d'acquérir le droit de promantie (προμαντεία / promanteía), c'est-à-dire celui de consulter avant les autres, et ainsi de passer outre à la liste d'attente qui pouvait être d'autant plus longue qu'on ne pouvait consulter la pythie qu'un jour par mois ;
- on menait le consultant dans l'ἄδυτον / áduton du temple d'Apollon ;
- il y rencontrait la Pythie, qui s'était purifiée, avait bu l'eau de la Fontaine de Castalie de Delphes et mâchait des feuilles de laurier ; celle-ci était installée sur un trépied sacrificiel.
- le consultant offrait un sacrifice sanglant au dieu, lequel était conduit par les deux prêtres et leurs assistants ; préalablement, la victime était aspergée d'eau froide et, si elle ne tremblait pas, la prise d'oracle était annulée (au risque, sinon, de tuer la Pythie : elle ne pouvait contredire ce signe du dieu qui donnait ou non son accord) ;
- le consultant posait sa question à la Pythie, question que les prêtres (chacun était un προφήτης / prophḗtēs avaient souvent remise en forme (afin qu'elle prît la forme d'une alternative) ;
- la Pythie, enfin, rendait l'oracle du dieu, qui parlait à travers elle ; cette réponse devait être rendue claire par les deux prêtres d'Apollon. D'après les témoignages, dont ceux de Plutarque, la Pythie n'était pas visible, et l'on n'entendait que sa voix.

On le voit, la Pythie était en état d’enthousiasme, c'est-à-dire d'inspiration divine ; la légende rapportait que des effluves magiques sourdaient dans le temple, et qu'ils étaient responsables de l'état second connu par la Pythie. Il convenait que celle-ci, pour recevoir l'inspiration divine, le pneuma sans en souffrir, fût pure, vierge, et menât une vie saine. Son esprit devait être disponible, calme et serein, afin que la possession par le dieu ne soit pas rejetée, au risque de la mener à la mort.
Depuis la fin de l'Antiquité, plusieurs hypothèses ont tenté d'expliquer les prétendues transes de la prêtresse, mais les preuves concrètes ou textuelles ont toujours manqué. La Pythie, on l'a dit, se tenait dans l'adyton du temple. Or, si les fouilles actuelles à Delphes ne permettent pas de reconstituer avec précision ce qu'était cet adyton (il a en effet été rasé par différents envahisseurs et les chrétiens), les théories les plus communes admettent qu'il s'agissait d'une partie en contrebas et non pas d'une salle secrète située en dessous du temple, encore moins d'un gouffre. Aucune fissure n'est non plus visible.
Une autre théorie reconstitue l'adyton non comme une salle, mais comme une fosse ouverte. En effet, si l'adyton avait été une crypte, comme c'est le cas pour le temple de Zeus, les fouilles auraient révélé des traces, mêmes infimes, alors qu'en l'occurrence, il n'en est rien. Les archéologues se sont heurtés à la difficulté que représentait cette absence totale d'éléments. Mais si on ne retrouve rien, c'est que peut-être, il n'y avait rien. L'adyton est un endroit sacré, les Delphiens ont construit le temple autour, mais ils ont dû laisser la fosse à l'état brut, sans plafond. La Pythie pouvait apercevoir la porte du temple du haut de son trépied, un temple de 63 mètres de long... Pourtant, les auteurs antiques parlent de « descente » dans l'adyton, d'une « béance », d'un « orifice ». L'adyton était probablement une simple cavité, avec un trou au milieu et le trépied dessus. Le temps a rebouché le trou, la fosse s'est remplie d'herbes. L'adyton était suffisamment large pour contenir le trépied, l'omphalos, un plan de lauriers, le tombeau de Dionysos, une statue d'Apollon et un endroit où le consultant s'assoit[réf. nécessaire]. Plutarque, Strabon, Platon, Pausanias, Diodore et beaucoup d'autres témoins ont laissé leur vision de cet endroit.
Les chrétiens ont tourné en dérision cette prêtresse car ce qu'elle incarnait n'était plus de leur monde. Ils ont décrit la Pythie comme une folle écumant de bave, enivrée de vapeurs de soufre, possédée physiquement par le Malin qui s'introduisait via son vagin. De tels propos se trouvent, par exemple, chez Origène ou Jean Chrysostome. Quoi qu'il en soit, cette vision ne coïncide absolument pas avec ce que les Grecs nous ont rapporté de leur prêtresse. De plus, ce qui contredit les Grecs eux-mêmes, l'on n'a retrouvé à Delphes aucune fissure sous le temple d'Apollon, ni aucune autre exhalaison naturelle. Bien qu'incohérente avec les faits historiques, cette image de la Pythie s'est imposée à l'imaginaire collectif. De fait, il n'est pas rare de trouver une telle Pythie folle dans les ouvrages les plus sérieux ou bien quelque allusion à des émanations gazeuses dont il n'existe aucune preuve réelle.

### Rôle politique de l'oracle de Delphes
Outre un rôle religieux majeur dans le monde antique — en effet, l'oracle d'Apollon n'était pas exclusivement consulté par les Grecs — les oracles de la Pythie ont tenu une place importante dans l'organisation politique grecque. Trois faits curieux sont notables concernant l'opinion que le dieu était censé avoir de la puissance grecque. L'oracle, en effet, n'a pas toujours soutenu les actions de son peuple.
Lors des guerres médiques (ayant opposé les Grecs aux Perses), Athènes avait consulté l'oracle, en 490 avant l'ère chrétienne, afin de demander s'il était bon que Sparte l'aidât. L'oracle rendit une réponse négative, alors que c'est justement l'intervention du spartiate Léonidas aux Thermopyles en 480 qui permit aux Athéniens de gagner du temps pour remporter la victoire à Salamine (laquelle victoire serait due, pour le coup, à un oracle de la Pythie, qui avait conseillé de bâtir un mur de bois, ce qui, symboliquement, représentait la flotte athénienne massée dans le goulet de Salamine). On accusa alors la Pythie de mêdiser (μηδίζειν / mêdízein), de « parler en faveur des Mèdes » (souvent confondus avec les Perses).
Le deuxième oracle marquant prend place pendant les guerres du Péloponnèse, qui opposaient Athènes à Sparte ; celui-ci donnait clairement raison aux Spartiates. On accuse cette fois-ci la Pythie de lacôniser (λακωνίζειν / lakônízein), de « parler en faveur de Lacédémone », autre nom pour Sparte.
Enfin, pendant les conquêtes de Philippe de Macédoine, l'oracle, du côté du « barbare », est accusé pour le coup de philippiser (φιλιππίζειν / philippízein).
En quelque sorte, l'oracle se montre surtout méfiant vis-à-vis des Athéniens. En fait, il subissait bien sûr les influences du peuple de Delphes, pro-aristocrate et assez conservateur. Cela explique sans doute pourquoi la Pythie s'est souvent montrée défavorable à Athènes : la démocratie n'était pas bienvenue dans cette région du monde grec.

### Rôle spirituel et intellectuel de l'oracle de Delphes
Bien que souvent défavorable à Athènes, l'oracle a pourtant appuyé son action colonisatrice. C'est ainsi que la légende rapporte que la colonie de Cyrène, en Libye, fut fondée grâce à un tel oracle : un certain Battos était affligé d'un bégaiement. L'oracle lui avait conseillé pour sa guérison de fonder une cité à Cyrène ; ce faisant, il y vit un lion. La peur causée par cette rencontre fortuite le guérit définitivement de cette affliction. Il existe nombre d'exemples de ce type.
La cité de Delphes, d'autre part, prit dans l'Antiquité un rôle économique important : ville très fréquentée, l'argent y circulait (celui des taxes de consultation, des nombreux trésors offerts par les cités que l'oracle avait « favorisées », des offrandes, des achats de victimes sacrificielles que seuls les marchands de la ville pouvaient vendre, etc.). Apparurent, pour gérer ce flux monétaire créé par les consultations oraculaires, des changeurs et des prêteurs. C'est d'ailleurs à Delphes, au VIe siècle avant l'ère chrétienne, que les premières banques ont fait leur apparition.
Apollon n'était, en outre, pas le seul dieu résidant à Delphes : Dionysos était dit y passer l'hiver et Athéna y était aussi honorée ; la coexistence de ces cultes faisaient dire aux anciens que la présence de l'oracle était un gage de respect mutuel.
Enfin, la ville de Delphes baignait dans un climat de piété et d'effervescence intellectuelle. On s'y dépouillait de ses masques sociaux, à l'image d'Apollon qui, fondant la cité, dut se purifier du meurtre de Python. La philosophie y était pratiquée et encouragée, et c'est un oracle de Delphes qui aurait poussé Socrate à enseigner, après qu'un de ses disciples y aurait appris que son maître était le plus sage des hommes. Plusieurs devises philosophiques ornaient la ville : « rien de trop » (μηδὲν ἄγαν / mêdèn ágan), inculquant la mesure et le rejet des excès, « connais-toi toi-même » (γνῶθι σεαυτόν / gnỗthi seautón), sur le fronton du temple d'Apollon, maxime enseignant l'importance de l'autonomie dans la recherche de la vérité (formule que Socrate reprendra à son compte dans le Charmide) et celle de l'introspection, ainsi qu'un très étrange « Ε », aussi sur le fronton du temple (ref. ) et sur la signification duquel les Grecs se sont longuement interrogés, et qui pourrait être une manière de noter le mot εἶ / eĩ, « tu es », sous-entendu « toi aussi une partie du divin » ? Quoi qu'il en soit, la présence de l'oracle a fait de Delphes le lieu par excellence de la révélation à soi.

## Pythie et Sibylle
Quelles différences y a-t-il entre Sibylle et Pythie ? La Pythie a un statut institutionnel, elle est associée au sanctuaire de Delphes, alors que la Sibylle donne une divination occasionnelle, indépendante, nomade. La Pythie n'est que la porte-parole du dieu, elle répond aux questions qui lui sont adressées, alors que la Sibylle parle à la première personne, revendique l'originalité de sa prophétie et le caractère indépendant de ses réponses. On imagine la Pythie jeune (c'est, à l'origine, une jeune fille vierge), mais la Sibylle vieille. La Pythie apparaît en Grèce après la première Sibylle (Hérophile), les Sibylles sont venues d'Asie Mineure au VIIIe siècle av. J.-C. Enfin, malgré certaines images poétiques véhiculées par Lucain et Virgile, la Pythie est plutôt posée, même si elle est en transe, alors que la Sibylle « dit l'avenir d'une bouche délirante. »